# Arca do Rabós
L'Arca do Rabós est un dolmen situé près du village de Rabós de la paroisse de Baíñas, dans la commune de Vimianzo, dans la province de La Corogne, en Galice, en Espagne.

## Description
L'Arca do Rabós a conservé une partie de la dalle de couverture de la chambre polygonale, soutenue par deux orthostates inclinés vers l'intérieur. Il ne reste du couloir orienté vers l'est que trois orthostates. Le dolmen était recouvert à l'origine par un grand tumulus d'environ 20 m de diamètre, dont on voit des vestiges sur le côté nord de l'édifice.

## Protection
Le dolmen a été déclaré Bien d'intérêt culturel en 2011 sous la cote GA15092042. Il fait partie du Parc archéologique mégalithique de la Costa da Morte.